# Null (tip de date)
Null are diverse semnificații în informatică.
Null ca valoare
- Conceptul de null permite dezvoltarea de concepte folosind logică cu mai mult de 2 valori "adevărat", unde null indică faptul că obiectul în cauză "nu are valoare" sau acesta "nu se cunoaște". În limbajul de programare SQL se folosește în acest sens, precum și în PHP, Visual Basic și altele.

O variabilă este nulă dacă i se atribuie constanta NULL, dacă nu a fost definită încă sau dacă a fost anulată prin folosirea altor funcții.
Exemplu de utilizare a unei valori nule în PHP:
```
<?php

$var
 
=
 
NULL
;
  
// se atribuie constanta NULL variabilei $var

$var
 
=
 
5
;

unset
(
 
$var
);
 
// se resetează la NULL variabila $var

?>

```